# La Dehesa (Soneja)

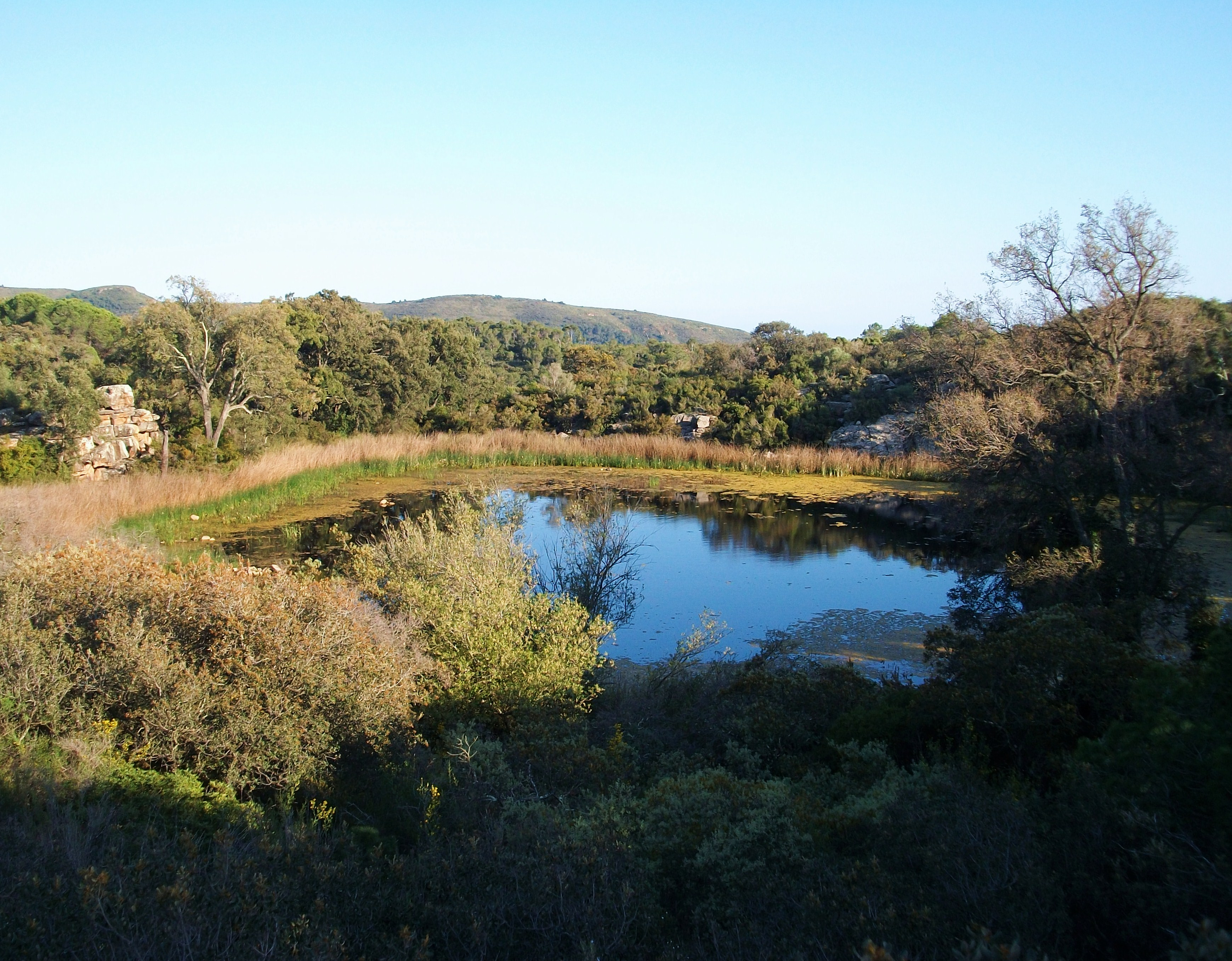
La laguna de La Dehesa

El Paraje Natural Municipal La Dehesa, con una superficie de 617,00 ha, se localiza en el término municipal de Soneja en la provincia de Castellón (España).

## Datos básicos
Este paraje de 581 hectáreas que fue declarado parque natural por el gobierno valenciano el 5 de noviembre de 2002 se encuentra en la comarca del Alto Palancia, al sur de la provincia de Castellón.

## Municipios comprendidos
- Soneja

## Orografía

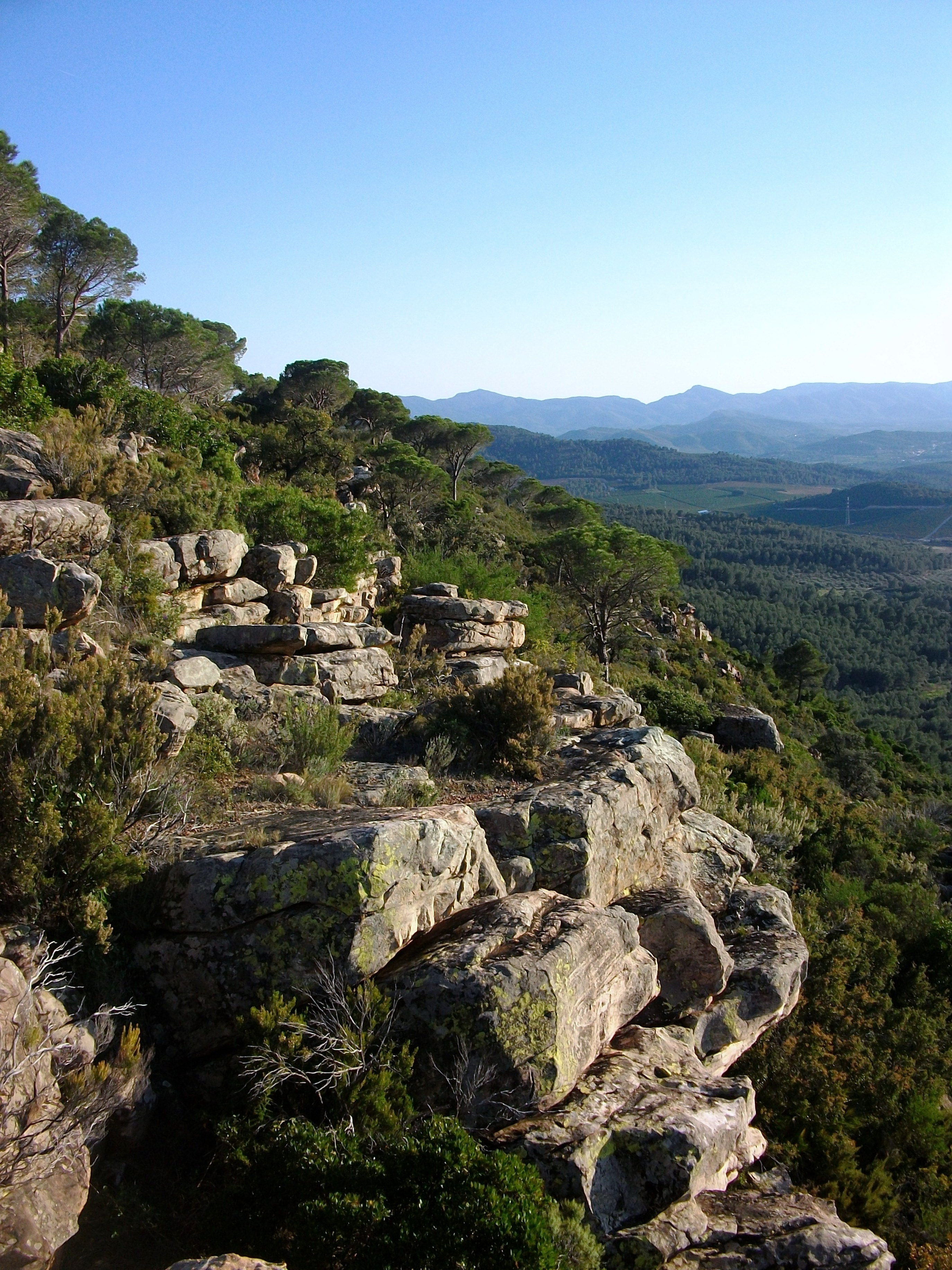
Peña la Cagà

El parque se encuentra situado en una meseta a unos 440 metros de altitud. En ella se hallan situadas dos lagunas, una de las cuales ha sido desecada, situadas sobre areniscas del periodo triásico y bajo ellas mangas arcillosas que al impermeabilizar el suelo han posibilitado la acumulación de agua.

## Presencia humana
Dentro de la zona protegida existen seis yacimientos arqueológicos de la Edad del Bronce y del periodo ibérico.

## Flora
Este enclave destaca principalmente por su litología silícea, con una vegetación donde destacan las formaciones compuestas por alcornoques, la presencia de una laguna endorreica de naturaleza silícea en una zona de montaña, única de estas características en la Comunidad Valenciana, y la integración de los cultivos tradicionales de secano de la comarca como son el almendro, el algarrobo y el olivo.
Todo esto se ha traducido en un aumento de hábitats y de calidad del paisaje.
Sus aguas son dulces y presentan abundante vegetación. Entre la fauna que podemos encontrar en este espacio queda constatada la presencia del sapo de espuelas y el gallipato, ambas consideradas como especies vulnerables por el Catálogo Valenciano de Especies Amenazadas . Asimismo, también encontramos endemismos como el cantueso o lavanda y pies monumentales de pino piñonero en las inmediaciones de la Charca.
Ello sugiere que la charca data ya de aquella época y ya entonces era aprovechada por el hombre por la atracción que ejercía como abrevadero de animales de caza y por los numerosos frutos silvestres que crecían en sus alrededores.
- Fue Declarado Paraje Natural Municipal por Acuerdo del Consejo de la Generalidad Valenciana de fecha 5 de noviembre de 2002. (En este artículo se recoge texto del acuerdo (enlace roto disponible en Internet Archive; véase el historial, la primera versión y la última).).
- Así mismo, está incluido en el Catálogo de Zonas Húmedas de la Comunidad Valenciana desde el año 2002, dentro de la categoría de lagunas y humedales de interior.